# 神戸市立雲中小学校
神戸市立雲中小学校（こうべしりつ うんちゅうしょうがっこう）は、兵庫県神戸市中央区熊内町3丁目に所在する公立小学校。

## 概要
江戸時代に熊内（くもち）村の庄屋が設立した「童蒙教訓舎」に端を発する「香字庵（こうじあん）」が前身で明治6年に「熊内学校」として開校した、神戸で最も古い歴史を持つ小学校。

## 特徴

### 服装
神戸市立の小学校としては珍しく、標準服と呼ばれる茶色のブレザー及びスカートまたは半ズボンの制服があり、式典や校外活動の際には丸襟シャツまたは開襟シャツの着用が指定される。平常活動時は体操服を着用し、秋季から春季にかけての寒い日は任意で体操服の上にジャージなどの私服、さらに標準服のブレザーを着用する。このため原則、私服のみを着用して登校することはない。

### 設備
学校の正門を入ったところにエノキがある。明治38年に卒業記念として植えられたものである。
校庭にはビオランドがあり、メダカやコイなどがいる。
正門と校舎を結ぶレンガ製の歩道があり、以前は学校の敷地の外壁だったレンガが取り壊された後に学校の歴史継承のため再利用されて作られている。
体育館裏には銅板部屋があり、歴代の卒業生の名前が彫られた銅板が壁に並べて貼られている。
校舎内に学校の資料などを展示している歴史資料館がある。
プールの外壁は神戸市の風景の絵画が一面に描かれたデザインになっている。
平成30年からはバリアフリーなどの観点から校舎内にエレベーターが1台設置されている。
大正8年10月19日失火による校舎全焼後、大正9年12月30日に新築された校舎は、日本初の大規模鉄筋コンクリート構造の校舎として知られており（その後調査で神戸市立須佐小学校の方が1ヶ月早く本校は2番目であると判明した）、竣工当初は全国各地からの見学者が続々後を絶たなかったという。1,600坪、3階建の堂々たる校舎であったと伝えられている。この校舎はその後老朽化により1970年代に解体され現存しない。

### 環境
校区に含まれる新神戸駅北側の山には布引の滝やダム湖の布引貯水池、市ケ原の自然キャンプ場があり、平成25年度時点では、季節ごとに山を登って自然を散策する校外学習が実施されている。

### 教育
修学旅行の行き先は候補の下調べからプレゼンテーションまでを生徒たちで行い、投票で行き先を決めるという取り組みを平成16年度から行っている。平成27年には、こういった取り組みや地域の川の環境保護活動などをはじめとする多くの当時の取り組みが評価され、文部科学省から「キャリア教育優良校」として表彰された。

## 沿革
- 1873年（明治6年）4月 - 「香字庵（こうじあん）」を前身とする「熊内（くもち）学校」として開校[7]。
- 1874年（明治7年）- 名称を「雲中尋常小学校」に改名、熊内橋西詰に移転[7]。
- 1887年（明治20年）- 高等小学校併設[7]。
- 1892年（明治25年）- 名称を「雲中尋常高等小学校」に改名[7]。
- 1926年（大正15年）- 高等科分離、名称を「雲中尋常小学校」に戻す[7]。
- 1941年（昭和16年）- 国民学校令発令に伴い「雲中国民学校」に改名[7]。
- 1947年（昭和22年）- 学校教育令発令に伴い現在の名称「神戸市立雲中小学校」に改名[7]。
- 2009年（平成21年）- 新型インフルエンザ流行により臨時休校[7]。
- 2010年 （平成22年）- 大規模耐震補強工事を実施、一部設備を更新。
- 2015年（平成27年）12月17日 - 文部科学省より「キャリア教育優良校」で表彰。[8]
- 2020年（令和2年）3月頃 - 新型コロナウイルスにより、臨時休校[7]。

## 著名な卒業生
- 荒木直也 - エイチ・ツー・オー リテイリング社長、阪急阪神百貨店会長
- 津村信夫 - 詩人

## 通学区域
- 神戸市中央区[9]
  - 熊内橋通1 - 7丁目、旗塚通3 - 7丁目、熊内町1 - 9丁目、上筒井通6 - 7丁目、野崎通5 - 7丁目、籠池通6 - 7丁目、生田町1丁目(4番)、葺合町[10]、中島通5丁目、中尾町

## 交通
- 神戸市営地下鉄西神・山手線、北神線 新神戸駅より
- 山陽新幹線 新神戸駅より
- 神戸市バス 90・92系統「雲中小学校前」より

## 校区内の主な施設
- 神戸市立葺合中学校（進学先中学校）
- 神戸市立布引中学校 - 神戸市立中央小学校校区の進学先中学校
- 神戸市文書館
- 神戸芸術センター
- 神戸第一高等学校
- 神戸龍谷中学校・高等学校
- 竹中大工道具館

## 通学区域が隣接している学校
- 神戸市立こうべ小学校
- 神戸市立中央小学校
- 神戸市立春日野小学校
- 神戸市立上筒井小学校
- 神戸市立福住小学校
- 神戸市立摩耶小学校
- 神戸市立谷上小学校